# Progymnasmata
Progymnasmata (gr. progymnasmata – ćwiczenia przygotowawcze) – usystematyzowane zbiory ćwiczeń, służące jako podręczniki do nauki retoryki; wprowadzały w określonym ze względów dydaktycznych, najczęściej 14-punktowym porządku w poszczególne rodzaje wymowy.
Autorami słynnych progymnasmatów byli m.in. Hermogenes z Tarsu (ok. 160-230), pozostający pod wpływem klasycznej retoryki greckiej, oraz jego komentator i kontynuator – bizantyński retor Aftoniusz (IV/V w.). Greckie Progymnasmata Hermogenesa przyswoił łacinie ok. 500 r. znany gramatyk średniowieczny Pryscjan. Zbiory progymnasmatów komentowane i dostosowywane do potrzeb i okoliczności, cieszyły się popularnością w szkolnictwie europejskim aż po w. XVIII.
W progymnasmatach umieszczane były m.in. krótkie teksty, określane jako chreja, będące rodzajem anegdot czy sentencji.